# ノーマン・フォスター (映画監督)
ノーマン・フォスター（Norman Foster、1903年12月13日 - 1976年7月7日）は、アメリカ合衆国の映画監督、俳優。

## 作品
- ブライティ/グランドキャニオンの冒険
- ブルース・リーのグリーン・ホーネット
- 不死身の二挺拳銃
- 快傑ゾロ
- ミシシッピ決死隊
- デイビー・クロケット/鹿皮服の男
- 君知るや南の国
- 暴れ者
- 荒原の女
- 恐怖への旅

## 出演作品
- 呪はれた女
- 悪魔島脱出
- あめりか祭
- ブレナー博士
- 悪魔が跳び出す
- 恋愛四重奏
- 新聞記者